# Pourcy
Pourcy är en kommun i departementet Marne i regionen Grand Est (tidigare regionen Champagne-Ardenne) i nordöstra Frankrike. Kommunen ligger i kantonen Châtillon-sur-Marne som tillhör arrondissementet Reims. År 2022 hade Pourcy 192 invånare.

## Befolkningsutveckling
Antalet invånare i kommunen Pourcy
| Referens: INSEE |